# نيكولا جاكسون
نيكولا جاكسون (بالإنجليزية: Nicola Jackson)‏ هي رسامة نيوزيلندية، ولدت في 1960 في دنيدن في نيوزيلندا.